# Anná
Anna Paula Fonseca Carneiro Barreto Furtado (Mococa, São Paulo, 1994), mais conhecida pelo nome artístico Anná, é uma cantora, compositora e multiartista brasileira. Reconhecida por seu trabalho na cena do samba e da música popular brasileira (MPB), Anná é conhecida por suas letras sobre temas sociais, incluindo gordofobia e machismo, e por uma abordagem inovadora que mistura elementos de diferentes gêneros musicais.

## Biografia
Anná nasceu em Mococa, no interior de São Paulo, onde desenvolveu um interesse precoce pela música. Aos três anos, gravou um álbum em colaboração com a escola onde estudava. Criada em um ambiente construtivista, foi incentivada a explorar sua criatividade desde cedo. Na juventude, mudou-se para São Paulo para estudar Cinema, período em que se aproximou do samba e iniciou aulas de canto, decidindo seguir a carreira musical.

## Carreira
Em 2017, Anná lançou seu primeiro EP, Pesada, no qual abordou temas como a gordofobia e a brasilidade, integrando influências do samba e do forró. Em 2020, lançou seu primeiro álbum de estúdio, Colar, que consolidou seu estilo de "música de colagem" ao combinar gêneros como funk, jazz, ijexá, reggae e rock, com letras que tratam de temas sociais.
O segundo álbum de Anná, Brasileira, lançado em 2023, propõe uma abordagem não-linear da história do samba. Em parceria com Samuel Silva, a ideia inicial do álbum surgiu em 2014, com a proposta de contar a trajetória do samba através de uma estrutura em espiral, misturando passado, presente e futuro. Durante a pandemia de Covid-19, Anná recebeu apoio financeiro para a produção do álbum, permitindo que ela aprofundasse a pesquisa sobre a história do samba e o protagonismo negro na música brasileira.
A faixa de abertura, "Rito de Passá", é uma composição de MC Tha, cantora conhecida por integrar elementos de música pop e funk com influências de religiosidade afro-brasileira. A música celebra Exú e a abertura de caminhos, combinando funk com elementos de música ritualística. "Valdineia", outra faixa importante, é uma releitura do clássico de Riachão, que mistura o samba tradicional com funk, refletindo a abordagem antropofágica de Anná ao unir tradições e modernidade. A capa do álbum, concebida em parceria com a Casa Dobra e fotografada por Júlio César, celebra o protagonismo negro ao apresentar a sambista Geovana ao lado da jovem Dandara, simbolizando o encontro de gerações.
Em 2024, Anná lançou o single Micromovimento, parte do álbum Deusa Diaba da Terra do Sol, que será lançado em três partes. A faixa combina o xote do forró com elementos de pop moderno, inspirando-se em bandas como Beirut. A música celebra a liberdade e vivacidade da juventude contemporânea e a regionalidade brasileira. O videoclipe, dirigido por Magê Cechetto, explora a vida noturna e cultural das cidades brasileiras e foi produzido com a participação da sanfoneira Bella Raiane.

## Estilo e Influências
Anná possui um estilo musical que mistura samba, MPB, funk e elementos contemporâneos. Suas influências incluem artistas brasileiros como Clara Nunes, Clementina de Jesus, Cartola e a cantora internacional Beyoncé.

## Discografia

### Álbuns de estúdio
- Colar (2020)
- Brasileira (2023)
- Deusa Diaba da Terra do Sol (2024) – Parte 1

### EPs
- Pesada (2017)

### Singles
- Micromovimento (2024)
- Todo Mundo Tá Ok (2024)